# Voto de protesto
O termo voto de protesto é usado para designar situações, onde, durante uma disputa eleitoral, o eleitor decide anular o voto ou votar em candidatos considerados excêntricos ou de algum modo folclóricos, como forma de manifestar sua indignação com o sistema eleitoral vigente, ou com as opções de candidatos apresentadas pelos grandes partidos.
O problema é que, por conta do sistema proporcional brasileiro, que foi concebido para dar prioridade aos partidos, os partidos que recebem mais votos em seus candidatos têm direito a mais vagas em Brasília. Isso faz mais sentido que dar prioridade às votações individuais, fortalecendo grupos articulados em torno de propostas. Votar em alguém é, antes de tudo, votar nas idéias que a pessoa representa.

## Voto nulo ou voto válido

### Voto Cacareco
No Brasil, ficaram conhecidos como votos de protesto os casos onde o Rinoceronte Cacareco (em São Paulo) e o macaco Tião (no Rio de Janeiro), tiveram expressivas votações, ainda na época das cédulas de papel, sendo, de todo modo, estes "votos" considerados como nulos. Por este motivo, o voto de protesto também é conhecido como voto cacareco.

### Urna Eletrônica e os "Puxadores de Votos"
Com a introdução das urnas eletrônicas brasileiras em 1996, esse tipo de protesto tornou-se inviável. Nelas não é possível votar em candidatos não cadastrados e, assim, o voto de protesto migrou para os "Candidatos de Protesto", ou seja, candidatos peculiares que atraem o voto de protesto.
A principal diferença é que o antigo voto de protesto era apurado como voto nulo e não afetava a distribuição das vagas entre os eleitos. Já o novo candidato de protesto é apurado como voto válido e serve para eleger candidatos com baixa votação da mesma legenda que não seriam eleitos normalmente. Isso por conta do sistema proporcional brasileiro, que foi concebido para dar prioridade aos partidos. Aqueles que recebem mais votos em seus candidatos têm direito a mais vagas em Brasília. Isso faz mais sentido que dar prioridade às votações individuais, fortalecendo grupos articulados em torno de propostas. Votar em alguém é, antes de tudo, votar nas idéias que a pessoa representa.

#### Efeito Eneas
Em 2002, o candidato Enéas Carneiro, que recebeu um milhão e seiscentos mil votos, sendo o deputado federal mais votado no Estado de São Paulo aquele ano, elegeu "de carona" mais cinco candidatos de seu partido com votação insignificante e foi identificado por parte dos analistas políticos com o voto de protesto,
Para se ter uma ideia, o candidato Vanderlei de Souza, um dos fundadores do PRONA, conseguiu chegar à Câmara dos Deputados com irrisórios 275 votos. Além disso, à época, Vanderlei vivia e trabalhava no Rio de Janeiro, mas registrou sua candidatura na capital paulista.

#### Efeito Clodovil
O chamado "Efeito Eneas" se repetiria mais tarde, em 2006, com o estilista e apresentador de TV Clodovil, eleito deputado também com votação recorde, elegendo com isso mais dois candidatos de baixa votação.[carece de fontes?]

#### Efeito Tiririca
Em 2010, o palhaço e humorista Tiririca lançou sua candidatura para deputado federal. Após aparecer na propaganda eleitoral gratuita utilizando-se de chistes e deboches característicos de seu personagem, ganhou popularidade e passou a ser visto em seu partido como um grande "puxador de votos" (devido ao Quociente eleitoral). Em um video de sua campanha, perguntava ao eleitor o que um deputado federal faz, diz não saber mas que irá descobrir e contar caso seja eleito. Também afirmou que iria ter como meta cuidar das famílias, principalmente a dele. Tiririca acabou sendo eleito, obtendo a marca de 1.353.820 votos, pouco mais que a soma de todos os habitantes de Campinas-SP, sendo assim 6,35% dos votos válidos, ajudando a eleger outros três candidatos de baixa votação. Sua popularidade é vista por analistas como mais um caso de voto de protesto, sendo sucessor, portanto, de parte dos votos de Enéas, bem como dos votos de Clodovil, ambos então já falecidos.

## Motivação para o voto de protesto
As motivações para o voto de protesto são variadas. Ednaldo Ribeiro, por exemplo, revisa a literatura e constata que, no Brasil, "já no final da década de 1980, a adesão normativa dos brasileiros à democracia se tornava cada vez mais consistente". Mas, ao mesmo tempo, "também ganhava força um sentimento de indignação que se manifestava no voto de protesto.".
Há quem defenda, no entanto, que nem todo voto nulo é necessariamente um voto de protesto, podendo ser em outros casos apenas a manifestação de que o eleitor não tem preferência política, não se julga capaz de decidir ou ainda simplesmente não se importa com quem será eleito, não sendo capaz o TSE de fazer qualquer tipo de interpretação acerca dos motivos que levaram o eleitor a tomar este tipo de decisão.